# Quattro figlie
Quattro figlie (Four Daughters) è un film del 1938 diretto da Michael Curtiz e interpretato, nei ruoli femminili, dalle sorelle Lane (Priscilla, Rosemary e Lola) affiancate da Gale Page.

## Trama

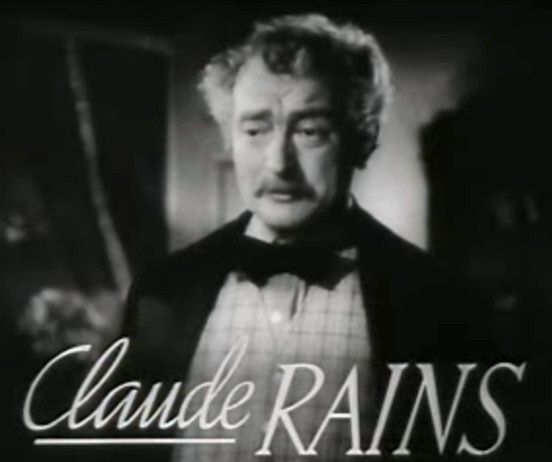
Il professor Lemp

Thea, Emma, Kay e Ann sono le quattro figlie, ormai grandi, del professor Adam Lemp, il decano della Briarwood Music Foundation. Vivono con il padre e la zia nella grande casa di famiglia: dal padre hanno ereditato il grande amore per la musica, ma tra di loro sono molto differenti. Thea non dà importanza all'amore e progetta di fare un buon matrimonio con il ricco Ben Crowley, che le garantirà sicurezza e denaro. Emma è amata dal timido Ernst mentre la più giovane, Ann, appena diciottenne, si impegna con la sorella a non sposarsi e a vivere sempre con lei. L'unica che si dedica veramente alla musica, studiando canto, è Kay.
La vita delle quattro ragazze viene messa sottosopra quando in città arriva il bel Felix Deitz, un giovane compositore che partecipa a un concorso di musica e che viene invitato a casa da Lemp. La sua venuta provoca agitazioni in famiglia, con tutte e quattro le giovani Lemp che si innamorano di lui mentre un altro giovane che frequenta la casa, Mickey, un pianista che assiste Felix, provoca nelle ragazze un certo disagio e ripulsa, a causa del suo essere introverso e difficile. Le sole che colgono in lui la sua vera natura, quella di un carattere estremamente sensibile, sono Ann e la zia Etta.
Quando, durante una gita, Felix e Ann annunciano il loro fidanzamento spiazzando tutti con quella notizia, Mickey, che ama la ragazza, ne ha il cuore infranto. Kay reagisce dichiarando che è in partenza per Filadelfia, dove proseguirà i suoi studi; Thea, invece, annuncia il suo matrimonio con Ben, mentre Emma rimane sconvolta ma nasconde i suoi veri sentimenti.

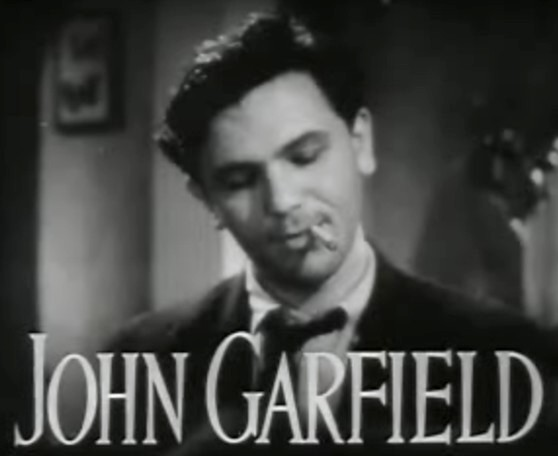
Mickey

Il matrimonio tra Felix e Ann è alle porte. Mickey confessa alla ragazza di amarla e le rivela l'infelicità di Emma, profondamente innamorata di Felix. Ann, allora, decide di sacrificarsi per amore della sorella e fugge con Mickey, lasciando Felix a Emma. Ma l'unione tra Ann e Mickey si dimostra infelice; per cercare di dimenticare i loro problemi, i due si recano per le vacanze natalizie a casa Lemp dove si ritrova tutta la famiglia tranne Kay, che si sente cantare alla radio. Emma, nel frattempo, si è fidanzata, ma non con Felix che, dopo la fuga di Ann, era partito per Seattle, bensì con il fedele Ernst. Ora anche Felix si trova a casa Lemp, invitato per Natale. Mickey si rende conto che Ann e il musicista si amano ancora. Al momento della partenza di Felix, Mickey si offre di accompagnarlo in macchina alla stazione insieme a Ben, il fidanzato ricco di Thea. Sulla strada del ritorno, Mickey porta l'auto a schiantarsi contro un albero. La notizia dell'incidente arriva a casa Lemp e Thea crede che il ferito sia Ben: disperata, si rende conto di esserne innamorata sul serio. Ma l'uomo in ospedale, che ormai sta morendo, è Mickey: Ann riceve da lui le sue ultime parole di addio.
A primavera, tornano i fiori e la natura si risveglia. A casa Lemp ritorna ancora una volta Felix, che rinnoverà la sua proposta di matrimonio ad Ann.

## Produzione
Il film fu prodotto dalla Warner Bros. Pictures Inc.

## Distribuzione
Distribuito dalla Warner Bros., il film uscì nelle sale cinematografiche USA il 9 agosto 1938. Nel dicembre dello stesso anno fu distribuito anche in Francia (7 dicembre), con il titolo Rêves de jeunesse, e in Finlandia (25 dicembre), con il titolo Neljän tytön sankari.

## Galleria d'immagini

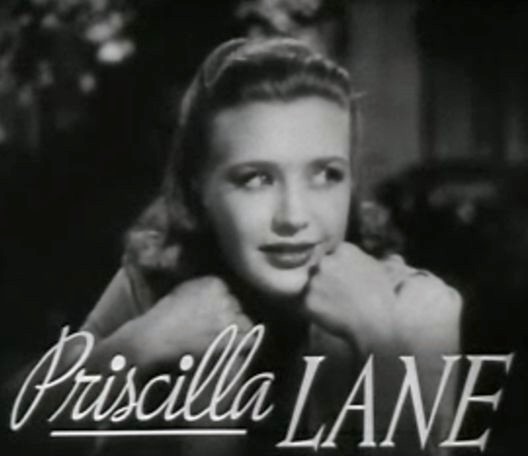
Ann
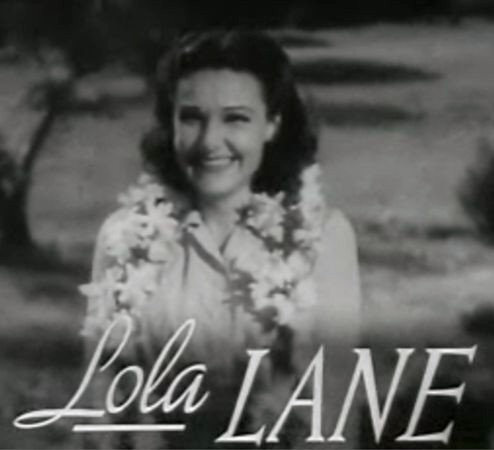
Thea
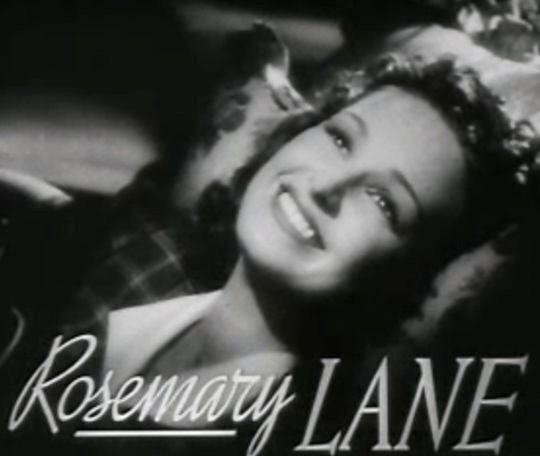
Kay
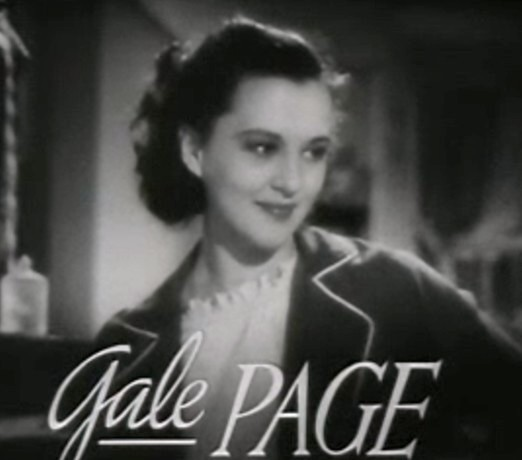
Emma
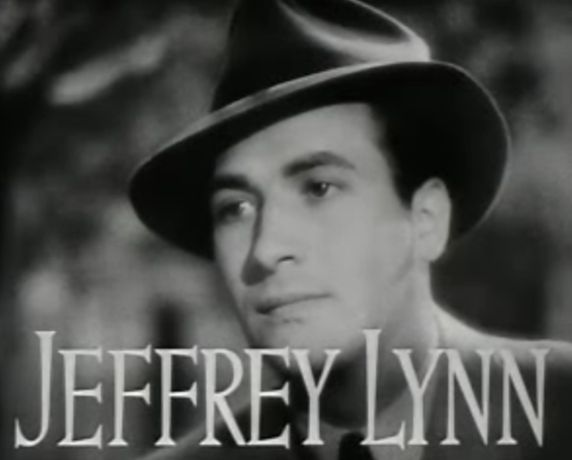
Felix Deitz
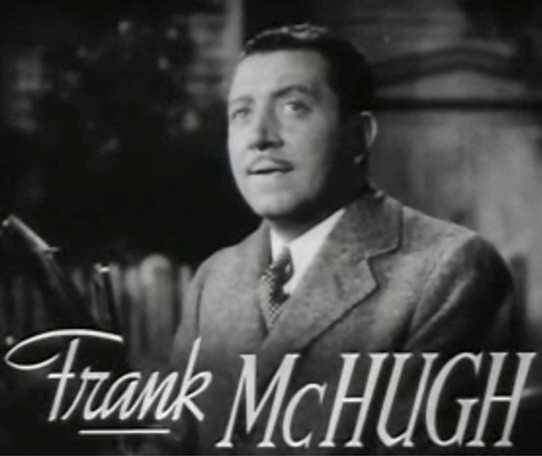
Ben Crowley
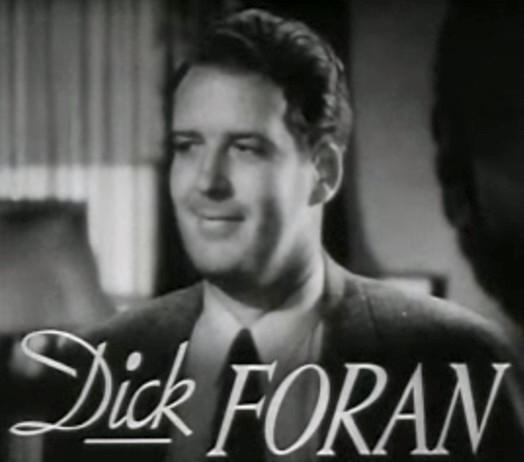
Ernest Talbot
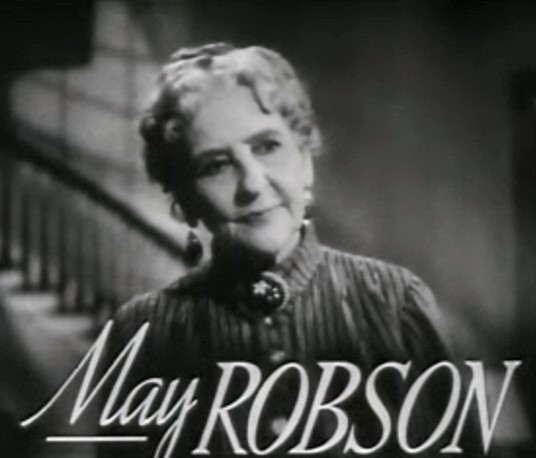
zia Etta